# 兴龙山舞蛛
兴龙山舞蛛（学名：Alopecosa hsinglungshanensis）为狼蛛科舞蛛属的动物。在中国大陆，分布于河北、内蒙古等地。该物种的模式产地在河北。